# Philiris phengotes
Philiris phengotes är en fjärilsart som beskrevs av Tite 1963. Philiris phengotes ingår i släktet Philiris och familjen juvelvingar. Inga underarter finns listade i Catalogue of Life.